# Литт, Скотт

Скотт Литт.

Скотт Уо́ррен Литт (англ. Scott Warren Litt; род. 10 марта 1954 года, США) — американский продюсер, наиболее известен сотрудничеством с коллективами альтернативного рока, в частности, работой над шестью альбомами группы R.E.M.

## Биография
Музыкальная карьера Литта началась в конце 70-х, он был звукоинженером пластинок Иэна Хантера и Карли Саймон. В 1982 году он дебютировал в роли продюсера, поработав над альбом Repercussion группы The dB's. В течение 80-х Литт продюсировал записи Криса Стэйми, Мэттью Суита и Beat Rodeo. 1987 год стал прорывным в карьере Скота, он познакомился с группой R.E.M. и спродюсировал их альбом Document. В итоге Литт отметился еще на пяти пластинках группы: Green (1988), Out of Time (1991), Automatic for the People (1992), Monster (1994) и New Adventures in Hi-Fi (1996). В 1997 году R.E.M. и Литт прекратили сотрудничество.
Помимо R.E.M., еще одним значимым пунктом в карьере Литта была группа Nirvana, для них он микшировал синглы «Heart-Shaped Box» и «All Apologies» из альбома In Utero 1993 года и концертную-запись MTV Unplugged in New York (1994), выпущенную уже после самоубийства Курта Кобейна. Также Литт сделал ремикс песни «Pennyroyal Tea», который предполагалось выпустить в качестве сингла, но после смерти Кобейна от этой идеи отказались. Однако его ремикс можно найти на Wal-Mart и Kmart изданиях альбома, а также сборнике лучших хитов группы — Nirvana. В 1999 и 2000-х годах Литт сотрудничал с группой Incubus, спродюсировав их альбомы: Make Yourself (1999) и Morning View (2001). Также Литт микшировал песни «Miss World», «Asking For It», «Jennifer’s Body», и «Softer, Softest» группы Hole из их альбома Live Through This.
В число исполнителей, с которыми поработал Литт, входят: Лиз Фэр, Джулиана Хэтфилд, Indigo Girls, Пол Келли, New Order, The Replacements, Патти Смит, The Woodentops, That Petrol Emotion, Counting Crows, Days of the New, The Get Up Kids, Зигги Марли и Алела Дайан.
Литт основал свой собственный лейбл — Outpost Recordings, в партнерстве с I.R.S. Records. Финансированием и распространением материала занимается фирма Geffen Records.

## Основные альбомы
| - The dB's — Repercussion (1982) - R.E.M. — Document (1987) - R.E.M. — Green (1988) - Patti Smith — Dream of Life (1988) - The Woodentops — Wooden Foot Cops on the Highway (1988) - Paul Kelly and the Messengers — So Much Water So Close to Home (1989) - Indigo Girls — Nomads Indians Saints (1990) - The Replacements — All Shook Down (1990) - That Petrol Emotion — Chemicrazy (1990) - R.E.M. — Out of Time (1991) - R.E.M. — Automatic for the People (1992) - Nirvana — In Utero (1993) - Джулиана Хэтфилд — Become What You Are (1993) | - R.E.M. — Monster (1994) - Nirvana — MTV Unplugged in New York (1994) - Hole — Live Through This (1994) - R.E.M. — New Adventures in Hi-Fi (1996) - Days of the New — Days of the New (1997) - Лиз Фэр — Whitechocolatespaceegg (1998) - Incubus — Make Yourself (1999) - Джулиана Хэтфилд — Beautiful Creature (2000) - Incubus — Morning View (2001) - The Get Up Kids — On a Wire (2001) - Nirvana — Nirvana (2002) - Зигги Марли — Dragonfly (2003) |